# Steven Caple Jr.
Steven Caple Jr. (Cleveland, 19 de mayo de 1988) es un director, productor y guionista de cine estadounidense. Sus créditos incluyen The Land (2016), A Different Tree, Prentice-N-Fury’s Ice Cream Adventure y el octavo filme de la franquicia de Rocky Balboa, Creed II.

## Filmografía

### Cine y televisión
| Año  | Título                                    | Acreditado como | Acreditado como | Acreditado como | Notas                    |
| Año  | Título                                    | Director        | Escritor        | Otro            | Notas                    |
| ---- | ----------------------------------------- | --------------- | --------------- | --------------- | ------------------------ |
| 2011 | 25 Hill                                   | No              | No              | Sí              | Asistente de producción  |
| 2011 | Process of Elimination                    | Sí              | Sí              | No              |                          |
| 2012 | Prentice-N-Fury’s Ice Cream Adventure     | Sí              | Sí              | Sí              | Productor y editor       |
| 2013 | Directing a Sample                        | Sí              | No              | No              |                          |
| 2014 | The Land of Misfits                       | Sí              | Sí              | No              |                          |
| 2014 | A Different Tree                          | Sí              | No              | No              |                          |
| 2016 | The Land                                  | Sí              | Sí              | No              |                          |
| 2018 | Grown-ish                                 | Sí              | No              | No              | Serie de TV, 2 episodios |
| 2018 | Creed II                                  | Sí              | No              | No              |                          |
| 2023 | Transformers: el despertar de las bestias | Sí              | No              | No              |                          |